# Élections cantonales de 2004 dans l'Hérault
Les élections cantonales ont eu lieu les 21 et 28 mars 2004.
Lors de ces élections, 26 des 49 cantons de l'Hérault ont été renouvelés. Elles ont vu la reconduction de la majorité socialiste dirigée par André Vézinhet, président du conseil général depuis 1998.

## Résultats à l’échelle du département
Répartition départementale des résultats (2e tour).
- PCF (3,68 %)
- PS (44,53 %)
- DVG (6,33 %)
- CPNT (0,84 %)
- UMP (28,74 %)
- UDF (2,86 %)
- DVD (5,77 %)
- FN (7,24 %)

| Étiquette      | Étiquette                           | Premier tour | Premier tour | Second tour | Second tour | Sièges |
| Étiquette      | Étiquette                           | Voix         | %            | Voix        | %           | Sièges |
| -------------- | ----------------------------------- | ------------ | ------------ | ----------- | ----------- | ------ |
|                | Parti socialiste                    | 83 582       | 34,80        | 103 708     | 44,53       | 20     |
|                | Parti communiste français           | 17 332       | 7,22         | 8 571       | 3,68        | 2      |
|                | Divers gauche                       | 12 266       | 5,11         | 14 745      | 6,33        | 2      |
|                | Les Verts                           | 12 173       | 5,07         |             |             |        |
|                | Extrême gauche                      | 6 833        | 2,84         |             |             |        |
|                | Parti radical de gauche             | 269          | 0,11         |             |             |        |
| Gauche         | Gauche                              | 132 455      | 55,15        | 127 024     | 54,54       | 24     |
|                |                                     |              |              |             |             |        |
|                | Union pour un mouvement populaire   | 53 054       | 22,09        | 66 939      | 28,74       | 2      |
|                | Union pour la démocratie française  | 4 286        | 1,78         | 6 652       | 2,86        | 0      |
|                | Divers droite                       | 10 150       | 4,23         | 13 437      | 5,77        | 0      |
|                | Front national                      | 38 532       | 16,04        | 16 857      | 7,24        | 0      |
|                | Chasse, pêche, nature et traditions | 945          | 0,39         | 1 965       | 0,84        | 0      |
|                | Extrême droite                      | 258          | 0,11         |             |             |        |
| Droite         | Droite                              | 107 225      | 44,64        | 105 850     | 45,45       | 2      |
|                |                                     |              |              |             |             |        |
|                | Écologistes divers                  | 294          | 0,12         |             |             |        |
|                | Divers                              | 225          | 0,09         |             |             |        |
|                |                                     |              |              |             |             |        |
| Inscrits       | Inscrits                            | 372 927      | 100,00       | 347 273     | 100,00      |        |
| Abstention     | Abstention                          | 123 449      | 33,10        | 102 451     | 29,50       |        |
| Votants        | Votants                             | 249 478      | 66,90        | 244 822     | 70,50       |        |
| Blancs et nuls | Blancs et nuls                      | 9 279        | 3,72         | 11 948      | 4,88        |        |
| Exprimés       | Exprimés                            | 240 199      | 96,28        | 232 874     | 95,12       |        |

## Résultats par canton

### Canton de Béziers-3
| Candidats      | Candidats           | Étiquette      | Premier tour | Premier tour | Second tour | Second tour |
| Candidats      | Candidats           | Étiquette      | Voix         | %            | Voix        | %           |
| -------------- | ------------------- | -------------- | ------------ | ------------ | ----------- | ----------- |
|                | Michel Bozzarelli*  | PS             | 4 653        | 39,02        | 6 292       | 49,90       |
|                | Laurent Saint Aubin | FN             | 3 024        | 25,36        | 2 797       | 22,18       |
|                | Florence Crouzet    | UMP            | 2 822        | 23,66        | 3 521       | 27,92       |
|                | Évelyne Ortis       | PCF            | 826          | 6,93         |             |             |
|                | Gérard Barascud     | EXG            | 601          | 5,04         |             |             |
|                |                     |                |              |              |             |             |
| Inscrits       | Inscrits            | Inscrits       | 19 535       | 100,00       | 19 437      | 100,00      |
| Abstention     | Abstention          | Abstention     | 6 997        | 35,82        | 6 319       | 32,51       |
| Votants        | Votants             | Votants        | 12 538       | 64,18        | 13 118      | 67,49       |
| Blancs et nuls | Blancs et nuls      | Blancs et nuls | 612          | 4,88         | 508         | 3,87        |
| Exprimés       | Exprimés            | Exprimés       | 11 926       | 95,12        | 12 610      | 96,13       |

*sortant

### Canton de Béziers-4
| Candidats      | Candidats               | Étiquette      | Premier tour | Premier tour | Second tour | Second tour |
| Candidats      | Candidats               | Étiquette      | Voix         | %            | Voix        | %           |
| -------------- | ----------------------- | -------------- | ------------ | ------------ | ----------- | ----------- |
|                | Élie Aboud              | UMP            | 4 709        | 30,89        | 6 347       | 38,50       |
|                | Jean-Michel Du Plaa     | PS             | 3 684        | 24,17        | 6 877       | 41,71       |
|                | Francine Lopez Commenge | FN             | 3 628        | 23,80        | 3 263       | 19,79       |
|                | Aimé Couquet            | PCF            | 1 665        | 10,92        |             |             |
|                | Sarah Faure             | Verts          | 863          | 5,66         |             |             |
|                | Joséphine Barascud      | EXG            | 407          | 2,67         |             |             |
|                | Roger Arnardi           | DVG            | 287          | 1,88         |             |             |
|                |                         |                |              |              |             |             |
| Inscrits       | Inscrits                | Inscrits       | 24 919       | 100,00       | 24 919      | 100,00      |
| Abstention     | Abstention              | Abstention     | 9 074        | 36,41        | 7 806       | 31,33       |
| Votants        | Votants                 | Votants        | 15 845       | 63,59        | 17 113      | 68,67       |
| Blancs et nuls | Blancs et nuls          | Blancs et nuls | 602          | 3,80         | 626         | 3,66        |
| Exprimés       | Exprimés                | Exprimés       | 15 243       | 96,20        | 16 487      | 96,34       |

### Canton de Capestang
| Candidats      | Candidats               | Étiquette      | Premier tour | Premier tour | Second tour | Second tour |
| Candidats      | Candidats               | Étiquette      | Voix         | %            | Voix        | %           |
| -------------- | ----------------------- | -------------- | ------------ | ------------ | ----------- | ----------- |
|                | Jean-Noël Badenas       | PS             | 2 736        | 33,78        | 4 737       | 57,70       |
|                | Jean-Philippe Échallier | FN             | 1 563        | 19,30        | 1 647       | 20,06       |
|                | Grégoire Kueny          | UMP            | 1 343        | 16,58        | 1 826       | 22,24       |
|                | Jean-Paul Sost          | DVG            | 1 339        | 16,53        | Retrait     | Retrait     |
|                | Armand Lecoq            | PCF            | 595          | 7,35         |             |             |
|                | Marie-Claude Leclerc    | Verts          | 523          | 6,46         |             |             |
|                |                         |                |              |              |             |             |
| Inscrits       | Inscrits                | Inscrits       | 12 572       | 100,00       | 12 572      | 100,00      |
| Abstention     | Abstention              | Abstention     | 4 113        | 32,72        | 3 967       | 31,55       |
| Votants        | Votants                 | Votants        | 8 459        | 67,28        | 8 605       | 68,45       |
| Blancs et nuls | Blancs et nuls          | Blancs et nuls | 360          | 4,26         | 395         | 4,59        |
| Exprimés       | Exprimés                | Exprimés       | 8 099        | 95,74        | 8 210       | 95,41       |

### Canton de Castelnau-le-Lez
| Candidats      | Candidats           | Étiquette      | Premier tour | Premier tour | Second tour | Second tour |
| Candidats      | Candidats           | Étiquette      | Voix         | %            | Voix        | %           |
| -------------- | ------------------- | -------------- | ------------ | ------------ | ----------- | ----------- |
|                | Pierre Bonnal       | PS             | 4 345        | 41,05        | 5 426       | 49,06       |
|                | Frédéric Lafforgue* | UMP            | 4 314        | 40,76        | 5 633       | 50,94       |
|                | Lucien Farnet       | FN             | 1 412        | 13,34        |             |             |
|                | Mattieu Coca        | PCF            | 513          | 4,85         |             |             |
|                |                     |                |              |              |             |             |
| Inscrits       | Inscrits            | Inscrits       | 16 660       | 100,00       | 16 661      | 100,00      |
| Abstention     | Abstention          | Abstention     | 5 646        | 33,89        | 5 002       | 30,02       |
| Votants        | Votants             | Votants        | 11 014       | 66,11        | 11 659      | 69,98       |
| Blancs et nuls | Blancs et nuls      | Blancs et nuls | 430          | 3,90         | 600         | 5,15        |
| Exprimés       | Exprimés            | Exprimés       | 10 584       | 96,10        | 11 059      | 94,85       |

*sortant

### Canton de Castries
| Candidats      | Candidats            | Étiquette      | Premier tour | Premier tour | Second tour | Second tour |
| Candidats      | Candidats            | Étiquette      | Voix         | %            | Voix        | %           |
| -------------- | -------------------- | -------------- | ------------ | ------------ | ----------- | ----------- |
|                | Jean-Marcel Castet*  | PS             | 7 829        | 38,07        | 11 591      | 54,82       |
|                | Jean-Luc Meissonnier | UMP            | 6 366        | 31,47        | 9 551       | 45,18       |
|                | Guy Marchand         | FN             | 2 838        | 14,03        |             |             |
|                | Daniel Bourguet      | Verts          | 1 981        | 9,79         |             |             |
|                | Didier Michel        | EXG            | 624          | 3,08         |             |             |
|                | Robert Trinquier     | PCF            | 593          | 2,93         |             |             |
|                |                      |                |              |              |             |             |
| Inscrits       | Inscrits             | Inscrits       | 30 282       | 100,00       | 30 281      | 100,00      |
| Abstention     | Abstention           | Abstention     | 9 365        | 30,93        | 8 092       | 26,72       |
| Votants        | Votants              | Votants        | 20 917       | 69,07        | 22 189      | 73,28       |
| Blancs et nuls | Blancs et nuls       | Blancs et nuls | 686          | 3,28         | 1 047       | 4,72        |
| Exprimés       | Exprimés             | Exprimés       | 20 231       | 96,72        | 21 142      | 95,28       |

*sortant

### Canton du Caylar
| Candidats      | Candidats          | Étiquette      | Premier tour | Premier tour | Second tour | Second tour |
| Candidats      | Candidats          | Étiquette      | Voix         | %            | Voix        | %           |
| -------------- | ------------------ | -------------- | ------------ | ------------ | ----------- | ----------- |
|                | Frédéric Roig      | PS             | 397          | 46,22        | 477         | 54,58       |
|                | Jean-Baptiste Gros | UMP            | 307          | 35,74        | 397         | 45,42       |
|                | Frédérique Alibert | DVG            | 93           | 10,83        |             |             |
|                | Christiane Bastide | FN             | 20           | 2,33         |             |             |
|                | André Sanchez      | CPNT           | 14           | 1,63         |             |             |
|                | Patrice Teissier   | DVG            | 12           | 1,40         |             |             |
|                | Lucienne Da Silva  | PCF            | 11           | 1,28         |             |             |
|                | Fabienne Jouet     | DVG            | 5            | 0,58         |             |             |
|                |                    |                |              |              |             |             |
| Inscrits       | Inscrits           | Inscrits       | 1 040        | 100,00       | 1 040       | 100,00      |
| Abstention     | Abstention         | Abstention     | 160          | 15,38        | 135         | 12,98       |
| Votants        | Votants            | Votants        | 880          | 84,62        | 905         | 87,02       |
| Blancs et nuls | Blancs et nuls     | Blancs et nuls | 21           | 2,39         | 31          | 3,43        |
| Exprimés       | Exprimés           | Exprimés       | 859          | 97,61        | 874         | 96,57       |

### Canton de Clermont-l'Hérault
| Candidats      | Candidats          | Étiquette      | Premier tour | Premier tour | Second tour | Second tour |
| Candidats      | Candidats          | Étiquette      | Voix         | %            | Voix        | %           |
| -------------- | ------------------ | -------------- | ------------ | ------------ | ----------- | ----------- |
|                | Alain Cazorla      | PS             | 3 137        | 35,57        | 5 289       | 59,65       |
|                | Claude Revel       | UMP            | 2 146        | 24,34        | 3 578       | 40,35       |
|                | Julien Sanchez     | FN             | 1 282        | 14,54        |             |             |
|                | Claude Blaho Ponce | DVG            | 968          | 10,98        |             |             |
|                | Laurent Dupont     | Verts          | 568          | 6,44         |             |             |
|                | André Chevalier    | EXG            | 378          | 4,29         |             |             |
|                | Bernard Baron      | DVG            | 339          | 3,84         |             |             |
|                |                    |                |              |              |             |             |
| Inscrits       | Inscrits           | Inscrits       | 13 034       | 100,00       | 13 035      | 100,00      |
| Abstention     | Abstention         | Abstention     | 3 890        | 29,85        | 3 538       | 27,14       |
| Votants        | Votants            | Votants        | 9 144        | 70,15        | 9 497       | 72,86       |
| Blancs et nuls | Blancs et nuls     | Blancs et nuls | 326          | 3,57         | 630         | 6,63        |
| Exprimés       | Exprimés           | Exprimés       | 8 818        | 96,43        | 8 867       | 93,37       |

### Canton de Ganges
| Candidats      | Candidats            | Étiquette      | Premier tour | Premier tour |
| Candidats      | Candidats            | Étiquette      | Voix         | %            |
| -------------- | -------------------- | -------------- | ------------ | ------------ |
|                | Jacques Rigaud*      | PS             | 2 777        | 54,34        |
|                | Éric Nicolas         | UMP            | 1 381        | 27,03        |
|                | François Esposito    | FN             | 533          | 10,43        |
|                | Boris Chenaud        | EXG            | 222          | 4,34         |
|                | Jean-Jacques Lalauze | PCF            | 197          | 3,86         |
|                |                      |                |              |              |
| Inscrits       | Inscrits             | Inscrits       | 7 041        | 100,00       |
| Abstention     | Abstention           | Abstention     | 1 748        | 24,83        |
| Votants        | Votants              | Votants        | 5 293        | 75,17        |
| Blancs et nuls | Blancs et nuls       | Blancs et nuls | 183          | 3,46         |
| Exprimés       | Exprimés             | Exprimés       | 5 110        | 96,54        |

*sortant

### Canton de Lattes
| Candidats      | Candidats                | Étiquette      | Premier tour | Premier tour | Second tour | Second tour |
| Candidats      | Candidats                | Étiquette      | Voix         | %            | Voix        | %           |
| -------------- | ------------------------ | -------------- | ------------ | ------------ | ----------- | ----------- |
|                | Cyril Meunier            | DVG            | 4 870        | 33,62        | 8 637       | 57,85       |
|                | Albert Édouard*          | UMP            | 3 123        | 21,56        | 4 079       | 27,32       |
|                | Alain Jamet              | FN             | 2 412        | 16,65        | 2 214       | 14,83       |
|                | Claude-jacqueline Martin | PS             | 1 771        | 12,22        |             |             |
|                | Jean-Pierre Rico         | DVD            | 916          | 6,32         |             |             |
|                | Marcel Aranda            | Verts          | 732          | 5,05         |             |             |
|                | Jean-Pierre Molle        | PCF            | 540          | 3,73         |             |             |
|                | Didier Schein            | EXG            | 117          | 0,81         |             |             |
|                | Chantal Murat            | DVG            | 6            | 0,04         |             |             |
|                |                          |                |              |              |             |             |
| Inscrits       | Inscrits                 | Inscrits       | 22 041       | 100,00       | 22 042      | 100,00      |
| Abstention     | Abstention               | Abstention     | 7 112        | 32,27        | 6 284       | 28,51       |
| Votants        | Votants                  | Votants        | 14 929       | 67,73        | 15 758      | 71,49       |
| Blancs et nuls | Blancs et nuls           | Blancs et nuls | 442          | 2,96         | 828         | 5,25        |
| Exprimés       | Exprimés                 | Exprimés       | 14 487       | 97,04        | 14 930      | 94,75       |

*sortant

### Canton de Lunel
| Candidats      | Candidats                    | Étiquette      | Premier tour | Premier tour | Second tour | Second tour |
| Candidats      | Candidats                    | Étiquette      | Voix         | %            | Voix        | %           |
| -------------- | ---------------------------- | -------------- | ------------ | ------------ | ----------- | ----------- |
|                | Claude Barral*               | PS             | 6 352        | 34,29        | 9 607       | 50,08       |
|                | Claude Arnaud                | DVD            | 5 114        | 27,61        | 9 557       | 49,82       |
|                | Denis Chevallier             | FN             | 3 773        | 20,37        | 19          | 0,10        |
|                | Jean Charpentier             | Verts          | 1 202        | 6,49         |             |             |
|                | Danielle Hickenbick Floutier | PCF            | 877          | 4,73         |             |             |
|                | Jean-Luc Manival             | DVD            | 658          | 3,55         |             |             |
|                | Patrice Seguier              | EXG            | 549          | 2,96         |             |             |
|                |                              |                |              |              |             |             |
| Inscrits       | Inscrits                     | Inscrits       | 28 940       | 100,00       | 28 938      | 100,00      |
| Abstention     | Abstention                   | Abstention     | 9 574        | 33,08        | 8 368       | 28,92       |
| Votants        | Votants                      | Votants        | 19 366       | 66,92        | 20 570      | 71,08       |
| Blancs et nuls | Blancs et nuls               | Blancs et nuls | 841          | 4,34         | 1 387       | 6,74        |
| Exprimés       | Exprimés                     | Exprimés       | 18 525       | 95,66        | 19 183      | 93,26       |

*sortant

### Canton des Matelles
| Candidats      | Candidats        | Étiquette      | Premier tour | Premier tour | Second tour | Second tour |
| Candidats      | Candidats        | Étiquette      | Voix         | %            | Voix        | %           |
| -------------- | ---------------- | -------------- | ------------ | ------------ | ----------- | ----------- |
|                | Georges Vincent* | UMP            | 6 538        | 44,40        | 8 033       | 52,10       |
|                | Renée Bosoni     | PS             | 5 489        | 37,27        | 7 386       | 47,90       |
|                | France Jamet     | FN             | 1 609        | 10,93        |             |             |
|                | Yvan Garcia      | PCF            | 1 090        | 7,40         |             |             |
|                |                  |                |              |              |             |             |
| Inscrits       | Inscrits         | Inscrits       | 21 526       | 100,00       | 21 524      | 100,00      |
| Abstention     | Abstention       | Abstention     | 6 292        | 29,23        | 5 476       | 25,44       |
| Votants        | Votants          | Votants        | 15 234       | 70,77        | 16 048      | 74,56       |
| Blancs et nuls | Blancs et nuls   | Blancs et nuls | 508          | 3,33         | 629         | 3,92        |
| Exprimés       | Exprimés         | Exprimés       | 14 726       | 96,67        | 15 419      | 96,08       |

*sortant

### Canton de Mauguio
| Candidats      | Candidats      | Étiquette      | Premier tour | Premier tour | Second tour | Second tour |
| Candidats      | Candidats      | Étiquette      | Voix         | %            | Voix        | %           |
| -------------- | -------------- | -------------- | ------------ | ------------ | ----------- | ----------- |
|                | Yvon Pradeille | DVG            | 4 174        | 25,15        | 6 108       | 34,44       |
|                | Henri Dunoyer  | UMP            | 3 995        | 24,07        | 4 948       | 27,90       |
|                | Michel Bacala* | PS             | 3 625        | 21,84        | 4 551       | 25,66       |
|                | Alain Plane    | FN             | 2 846        | 17,15        | 2 126       | 11,99       |
|                | Zinab Bourguet | Verts          | 1 238        | 7,46         |             |             |
|                | Bruno Cosme    | PCF            | 364          | 2,19         |             |             |
|                | Pierre Balli   | EXG            | 357          | 2,15         |             |             |
|                |                |                |              |              |             |             |
| Inscrits       | Inscrits       | Inscrits       | 25 204       | 100,00       | 25 204      | 100,00      |
| Abstention     | Abstention     | Abstention     | 8 041        | 31,90        | 6 907       | 27,40       |
| Votants        | Votants        | Votants        | 17 163       | 68,10        | 18 297      | 72,60       |
| Blancs et nuls | Blancs et nuls | Blancs et nuls | 564          | 3,29         | 564         | 3,08        |
| Exprimés       | Exprimés       | Exprimés       | 16 599       | 96,71        | 17 733      | 96,92       |

*sortant

### Canton de Montpellier-3
| Candidats      | Candidats              | Étiquette      | Premier tour | Premier tour | Second tour | Second tour |
| Candidats      | Candidats              | Étiquette      | Voix         | %            | Voix        | %           |
| -------------- | ---------------------- | -------------- | ------------ | ------------ | ----------- | ----------- |
|                | Philippe Saurel*       | PS             | 4 173        | 44,64        | 5 960       | 61,65       |
|                | Catherine Labrousse    | UDF            | 2 569        | 27,48        | 3 707       | 38,35       |
|                | Nicole Moschetti Stamm | Verts          | 1 044        | 11,17        |             |             |
|                | Christian Santapau     | FN             | 1 005        | 10,75        |             |             |
|                | Brigitte Roger         | PCF            | 286          | 3,06         |             |             |
|                | Yannick Rosada         | EXG            | 272          | 2,91         |             |             |
|                |                        |                |              |              |             |             |
| Inscrits       | Inscrits               | Inscrits       | 15 384       | 100,00       | 15 384      | 100,00      |
| Abstention     | Abstention             | Abstention     | 5 816        | 37,81        | 5 370       | 34,91       |
| Votants        | Votants                | Votants        | 9 568        | 62,19        | 10 014      | 65,09       |
| Blancs et nuls | Blancs et nuls         | Blancs et nuls | 219          | 2,29         | 347         | 3,47        |
| Exprimés       | Exprimés               | Exprimés       | 9 349        | 97,71        | 9 667       | 96,53       |

*sortant

### Canton de Montpellier-5
| Candidats      | Candidats             | Étiquette      | Premier tour | Premier tour | Second tour | Second tour |
| Candidats      | Candidats             | Étiquette      | Voix         | %            | Voix        | %           |
| -------------- | --------------------- | -------------- | ------------ | ------------ | ----------- | ----------- |
|                | Christian Benezis*    | PS             | 2 268        | 40,55        | 3 616       | 62,84       |
|                | Frédéric Tsitsonis    | UDF            | 1 315        | 23,51        | 2 138       | 37,16       |
|                | Frédéric Cranet       | FN             | 850          | 15,20        |             |             |
|                | Alain Benezech        | Verts          | 598          | 10,69        |             |             |
|                | David Hermet          | EXG            | 214          | 3,83         |             |             |
|                | Antoine Darodes       | PRG            | 134          | 2,40         |             |             |
|                | Mathieu Pradel Boggio | PCF            | 129          | 2,31         |             |             |
|                | Laurence Duverger     | EXG            | 85           | 1,52         |             |             |
|                |                       |                |              |              |             |             |
| Inscrits       | Inscrits              | Inscrits       | 9 521        | 100,00       | 9 521       | 100,00      |
| Abstention     | Abstention            | Abstention     | 3 722        | 39,09        | 3 396       | 35,67       |
| Votants        | Votants               | Votants        | 5 799        | 60,91        | 6 125       | 64,33       |
| Blancs et nuls | Blancs et nuls        | Blancs et nuls | 206          | 3,55         | 371         | 6,06        |
| Exprimés       | Exprimés              | Exprimés       | 5 593        | 96,45        | 5 754       | 93,94       |

*sortant

### Canton de Montpellier-7
| Candidats      | Candidats            | Étiquette      | Premier tour | Premier tour | Second tour | Second tour |
| Candidats      | Candidats            | Étiquette      | Voix         | %            | Voix        | %           |
| -------------- | -------------------- | -------------- | ------------ | ------------ | ----------- | ----------- |
|                | Christian Bouille*   | PS             | 3 297        | 45,08        | 4 754       | 63,54       |
|                | Christian Dumont     | UMP            | 1 872        | 25,59        | 2 728       | 36,46       |
|                | Charles Galtier      | FN             | 1 073        | 14,67        |             |             |
|                | Dolorès Ben Ahmed    | EXG            | 422          | 5,77         |             |             |
|                | Jean-Luc Pouget      | PCF            | 317          | 4,33         |             |             |
|                | Patricia Sourrouille | EXG            | 198          | 2,71         |             |             |
|                | Jean-Claude Tranier  | PRG            | 135          | 1,85         |             |             |
|                |                      |                |              |              |             |             |
| Inscrits       | Inscrits             | Inscrits       | 12 731       | 100,00       | 12 731      | 100,00      |
| Abstention     | Abstention           | Abstention     | 5 126        | 40,26        | 4 795       | 37,66       |
| Votants        | Votants              | Votants        | 7 605        | 59,74        | 7 936       | 62,34       |
| Blancs et nuls | Blancs et nuls       | Blancs et nuls | 291          | 3,83         | 454         | 5,72        |
| Exprimés       | Exprimés             | Exprimés       | 7 314        | 96,17        | 7 482       | 94,28       |

*sortant

### Canton de Montpellier-9
| Candidats      | Candidats           | Étiquette      | Premier tour | Premier tour |
| Candidats      | Candidats           | Étiquette      | Voix         | %            |
| -------------- | ------------------- | -------------- | ------------ | ------------ |
|                | André Vezinhet*     | PS             | 3 741        | 57,35        |
|                | Hélène Zouroudis    | FN             | 1 089        | 16,69        |
|                | Armelle Fleuriot    | UMP            | 901          | 13,81        |
|                | Amal Chantir        | SE             | 225          | 3,45         |
|                | Maurice Chaynes     | EXG            | 203          | 3,11         |
|                | Françoise Prunier   | PCF            | 191          | 2,93         |
|                | Jean-Pierre Aranega | EXG            | 111          | 1,70         |
|                | Jaques Ville        | DVD            | 62           | 0,95         |
|                |                     |                |              |              |
| Inscrits       | Inscrits            | Inscrits       | 11 165       | 100,00       |
| Abstention     | Abstention          | Abstention     | 4 392        | 39,34        |
| Votants        | Votants             | Votants        | 6 773        | 60,66        |
| Blancs et nuls | Blancs et nuls      | Blancs et nuls | 250          | 3,69         |
| Exprimés       | Exprimés            | Exprimés       | 6 523        | 96,31        |

*sortant

### Canton de Montpellier-10
| Candidats      | Candidats         | Étiquette      | Premier tour | Premier tour | Second tour | Second tour |
| Candidats      | Candidats         | Étiquette      | Voix         | %            | Voix        | %           |
| -------------- | ----------------- | -------------- | ------------ | ------------ | ----------- | ----------- |
|                | Monique Pétard*   | PS             | 5 192        | 38,47        | 7 909       | 57,84       |
|                | Arnaud Julien     | UMP            | 3 708        | 27,47        | 5 766       | 42,16       |
|                | Henri Brenoit     | FN             | 1 973        | 14,62        |             |             |
|                | Philippe Pancrace | Verts          | 1 304        | 9,66         |             |             |
|                | Pierre Soyer      | EXG            | 534          | 3,96         |             |             |
|                | Hervé Martin      | PCF            | 528          | 3,91         |             |             |
|                | Marc Masson       | EXD            | 258          | 1,91         |             |             |
|                |                   |                |              |              |             |             |
| Inscrits       | Inscrits          | Inscrits       | 22 135       | 100,00       | 22 136      | 100,00      |
| Abstention     | Abstention        | Abstention     | 8 137        | 36,76        | 7 608       | 34,37       |
| Votants        | Votants           | Votants        | 13 998       | 63,24        | 14 528      | 65,63       |
| Blancs et nuls | Blancs et nuls    | Blancs et nuls | 501          | 3,58         | 853         | 5,87        |
| Exprimés       | Exprimés          | Exprimés       | 13 497       | 96,42        | 13 675      | 94,13       |

*sortant

### Canton de Murviel-lès-Béziers
| Candidats      | Candidats         | Étiquette      | Premier tour | Premier tour | Second tour | Second tour |
| Candidats      | Candidats         | Étiquette      | Voix         | %            | Voix        | %           |
| -------------- | ----------------- | -------------- | ------------ | ------------ | ----------- | ----------- |
|                | Norbert Étienne*  | PCF            | 2 328        | 41,86        | 3 024       | 53,01       |
|                | François Anglade  | UMP            | 1 601        | 28,79        | 1 900       | 33,30       |
|                | Robert Beaufils   | FN             | 807          | 14,51        | 781         | 13,69       |
|                | Édith Albert      | PS             | 658          | 11,83        |             |             |
|                | Laurent Deschamps | EXG            | 167          | 3,00         |             |             |
|                |                   |                |              |              |             |             |
| Inscrits       | Inscrits          | Inscrits       | 7 873        | 100,00       | 7 874       | 100,00      |
| Abstention     | Abstention        | Abstention     | 2 133        | 27,09        | 1 925       | 24,45       |
| Votants        | Votants           | Votants        | 5 740        | 72,91        | 5 949       | 75,55       |
| Blancs et nuls | Blancs et nuls    | Blancs et nuls | 179          | 3,12         | 244         | 4,10        |
| Exprimés       | Exprimés          | Exprimés       | 5 561        | 96,88        | 5 705       | 95,90       |

*sortant

### Canton d'Olargues
| Candidats      | Candidats          | Étiquette      | Premier tour | Premier tour | Second tour | Second tour |
| Candidats      | Candidats          | Étiquette      | Voix         | %            | Voix        | %           |
| -------------- | ------------------ | -------------- | ------------ | ------------ | ----------- | ----------- |
|                | Jean Arcas*        | PS             | 1 217        | 49,55        | 1 538       | 65,59       |
|                | Jean-Luc Lauze     | UDF            | 402          | 16,37        | 807         | 34,41       |
|                | Michelle Comps     | Verts          | 247          | 10,06        |             |             |
|                | Joseph Mestre      | CPNT           | 237          | 9,65         |             |             |
|                | Jean-François Roux | FN             | 169          | 6,88         |             |             |
|                | Viviane Lefevre    | EXG            | 115          | 4,68         |             |             |
|                | Manuel Millan      | PCF            | 69           | 2,81         |             |             |
|                |                    |                |              |              |             |             |
| Inscrits       | Inscrits           | Inscrits       | 3 456        | 100,00       | 3 456       | 100,00      |
| Abstention     | Abstention         | Abstention     | 828          | 23,96        | 777         | 22,48       |
| Votants        | Votants            | Votants        | 2 628        | 76,04        | 2 679       | 77,52       |
| Blancs et nuls | Blancs et nuls     | Blancs et nuls | 172          | 6,54         | 334         | 12,47       |
| Exprimés       | Exprimés           | Exprimés       | 2 456        | 93,46        | 2 345       | 87,53       |

*sortant

### Canton de Pézenas
| Candidats      | Candidats                   | Étiquette      | Premier tour | Premier tour | Second tour | Second tour |
| Candidats      | Candidats                   | Étiquette      | Voix         | %            | Voix        | %           |
| -------------- | --------------------------- | -------------- | ------------ | ------------ | ----------- | ----------- |
|                | Pierre Guiraud*             | PS             | 2 915        | 38,99        | 4 091       | 51,32       |
|                | Alain Vogel Singer          | DVD            | 2 813        | 37,63        | 3 880       | 48,68       |
|                | Patrick Amouroux            | FN             | 843          | 11,28        |             |             |
|                | Victoria Extremera Blanquer | PCF            | 433          | 5,79         |             |             |
|                | Olivier Goudou              | ECO            | 294          | 3,93         |             |             |
|                | Yves Gonzales               | EXG            | 178          | 2,38         |             |             |
|                |                             |                |              |              |             |             |
| Inscrits       | Inscrits                    | Inscrits       | 10 804       | 100,00       | 10 804      | 100,00      |
| Abstention     | Abstention                  | Abstention     | 3 071        | 28,42        | 2 429       | 22,48       |
| Votants        | Votants                     | Votants        | 7 733        | 71,58        | 8 375       | 77,52       |
| Blancs et nuls | Blancs et nuls              | Blancs et nuls | 257          | 3,32         | 404         | 4,82        |
| Exprimés       | Exprimés                    | Exprimés       | 7 476        | 96,68        | 7 971       | 95,18       |

*sortant

### Canton de Pignan
| Candidats      | Candidats           | Étiquette      | Premier tour | Premier tour | Second tour | Second tour |
| Candidats      | Candidats           | Étiquette      | Voix         | %            | Voix        | %           |
| -------------- | ------------------- | -------------- | ------------ | ------------ | ----------- | ----------- |
|                | Jean-Pierre Moure*  | PS             | 5 159        | 40,55        | 7 559       | 57,30       |
|                | Gérard Francalanci  | UMP            | 2 510        | 19,73        | 3 332       | 25,26       |
|                | Francis Cabanne     | FN             | 2 373        | 18,65        | 2 300       | 17,44       |
|                | Jean-Luc Grolleau   | Verts          | 1 525        | 11,99        |             |             |
|                | Christiane Sierra   | PCF            | 779          | 6,12         |             |             |
|                | Jean-Marie Pourtier | EXG            | 375          | 2,95         |             |             |
|                |                     |                |              |              |             |             |
| Inscrits       | Inscrits            | Inscrits       | 19 481       | 100,00       | 19 482      | 100,00      |
| Abstention     | Abstention          | Abstention     | 6 191        | 31,78        | 5 645       | 28,98       |
| Votants        | Votants             | Votants        | 13 290       | 68,22        | 13 837      | 71,02       |
| Blancs et nuls | Blancs et nuls      | Blancs et nuls | 569          | 4,28         | 646         | 4,67        |
| Exprimés       | Exprimés            | Exprimés       | 12 721       | 95,72        | 13 191      | 95,33       |

*sortant

### Canton de Saint-Chinian
| Candidats      | Candidats        | Étiquette      | Premier tour | Premier tour |
| Candidats      | Candidats        | Étiquette      | Voix         | %            |
| -------------- | ---------------- | -------------- | ------------ | ------------ |
|                | Robert Tropeano* | PS             | 2 376        | 59,64        |
|                | Cyril Beynet     | UMP            | 630          | 15,81        |
|                | Albert Sauvanet  | FN             | 496          | 12,45        |
|                | Jacques Cros     | PCF            | 329          | 8,26         |
|                | Évelyne Bouche   | EXG            | 153          | 3,84         |
|                |                  |                |              |              |
| Inscrits       | Inscrits         | Inscrits       | 5 947        | 100,00       |
| Abstention     | Abstention       | Abstention     | 1 748        | 29,39        |
| Votants        | Votants          | Votants        | 4 199        | 70,61        |
| Blancs et nuls | Blancs et nuls   | Blancs et nuls | 215          | 5,12         |
| Exprimés       | Exprimés         | Exprimés       | 3 984        | 94,88        |

*sortant

### Canton de Saint-Gervais-sur-Mare
| Candidats      | Candidats          | Étiquette      | Premier tour | Premier tour | Second tour | Second tour |
| Candidats      | Candidats          | Étiquette      | Voix         | %            | Voix        | %           |
| -------------- | ------------------ | -------------- | ------------ | ------------ | ----------- | ----------- |
|                | Jean-Luc Falip     | PS             | 1 675        | 37,95        | 2 595       | 56,91       |
|                | Jean-Michel Magnan | UMP            | 987          | 22,36        | Retrait     | Retrait     |
|                | Max Allies         | CPNT           | 694          | 15,72        | 1 965       | 43,09       |
|                | René Gauduin       | DVD            | 348          | 7,88         |             |             |
|                | Marie Gerber       | FN             | 340          | 7,70         |             |             |
|                | Chantal Cauquil    | EXG            | 215          | 4,87         |             |             |
|                | Jacques Gleises    | PCF            | 155          | 3,51         |             |             |
|                |                    |                |              |              |             |             |
| Inscrits       | Inscrits           | Inscrits       | 5 953        | 100,00       | 5 953       | 100,00      |
| Abstention     | Abstention         | Abstention     | 1 354        | 22,74        | 1 118       | 18,78       |
| Votants        | Votants            | Votants        | 4 599        | 77,26        | 4 835       | 81,22       |
| Blancs et nuls | Blancs et nuls     | Blancs et nuls | 185          | 4,02         | 275         | 5,69        |
| Exprimés       | Exprimés           | Exprimés       | 4 414        | 95,98        | 4 560       | 94,31       |

### Canton de La Salvetat-sur-Agout
| Candidats      | Candidats         | Étiquette      | Premier tour | Premier tour |
| Candidats      | Candidats         | Étiquette      | Voix         | %            |
| -------------- | ----------------- | -------------- | ------------ | ------------ |
|                | Francis Cros*     | PS             | 739          | 74,20        |
|                | Pierre Pommier    | UMP            | 132          | 13,25        |
|                | Philippe Delmotte | FN             | 88           | 8,84         |
|                | Paul Barbazange   | PCF            | 37           | 3,71         |
|                |                   |                |              |              |
| Inscrits       | Inscrits          | Inscrits       | 1 395        | 100,00       |
| Abstention     | Abstention        | Abstention     | 342          | 24,52        |
| Votants        | Votants           | Votants        | 1 053        | 75,48        |
| Blancs et nuls | Blancs et nuls    | Blancs et nuls | 57           | 5,41         |
| Exprimés       | Exprimés          | Exprimés       | 996          | 94,59        |

*sortant

### Canton de Servian
| Candidats      | Candidats        | Étiquette      | Premier tour | Premier tour | Second tour | Second tour |
| Candidats      | Candidats        | Étiquette      | Voix         | %            | Voix        | %           |
| -------------- | ---------------- | -------------- | ------------ | ------------ | ----------- | ----------- |
|                | Henri Cabanel*   | PS             | 2 237        | 37,64        | 3 453       | 56,13       |
|                | Richard Nouguier | UMP            | 1 969        | 33,13        | 2 699       | 43,87       |
|                | Cyril Portal     | FN             | 736          | 12,38        |             |             |
|                | Gilles Galtier   | PCF            | 644          | 10,84        |             |             |
|                | Jean-Pierre Paon | EXG            | 184          | 3,10         |             |             |
|                | Gilles Benezech  | DVG            | 173          | 2,91         |             |             |
|                |                  |                |              |              |             |             |
| Inscrits       | Inscrits         | Inscrits       | 8 650        | 100,00       | 8 650       | 100,00      |
| Abstention     | Abstention       | Abstention     | 2 500        | 28,90        | 2 166       | 25,04       |
| Votants        | Votants          | Votants        | 6 150        | 71,10        | 6 484       | 74,96       |
| Blancs et nuls | Blancs et nuls   | Blancs et nuls | 207          | 3,37         | 332         | 5,12        |
| Exprimés       | Exprimés         | Exprimés       | 5 943        | 96,63        | 6 152       | 94,88       |

*sortant

### Canton de Sète-2
| Candidats      | Candidats            | Étiquette      | Premier tour | Premier tour | Second tour | Second tour |
| Candidats      | Candidats            | Étiquette      | Voix         | %            | Voix        | %           |
| -------------- | -------------------- | -------------- | ------------ | ------------ | ----------- | ----------- |
|                | François Liberti     | PCF            | 3 836        | 41,85        | 5 547       | 56,27       |
|                | Jean-Claude Cuaz     | FN             | 1 750        | 19,09        | 1 710       | 17,35       |
|                | Michel d'Aquino      | UMP            | 1 700        | 18,55        | 2 601       | 26,38       |
|                | Bernard Pastor       | PS             | 1 140        | 12,44        |             |             |
|                | Marialys Caramel     | Verts          | 348          | 3,80         |             |             |
|                | Olivier de Pouzilhac | DVD            | 239          | 2,61         |             |             |
|                | Laurent Gilhodes     | EXG            | 101          | 1,10         |             |             |
|                | Guy Pages            | EXG            | 51           | 0,56         |             |             |
|                |                      |                |              |              |             |             |
| Inscrits       | Inscrits             | Inscrits       | 15 638       | 100,00       | 15 629      | 100,00      |
| Abstention     | Abstention           | Abstention     | 6 077        | 38,86        | 5 328       | 34,09       |
| Votants        | Votants              | Votants        | 9 561        | 61,14        | 10 301      | 65,91       |
| Blancs et nuls | Blancs et nuls       | Blancs et nuls | 396          | 4,14         | 443         | 4,30        |
| Exprimés       | Exprimés             | Exprimés       | 9 165        | 95,86        | 9 858       | 95,70       |